# Afrixalus fulvovittatus
Espèce
Synonymes
- Hyperolius fulvovittatus Cope, 1861 "1860"
- Hyperolius brevipalmatus Ahl, 1931

Statut de conservation UICN

 LC  : Préoccupation mineure
Afrixalus fulvovittatus est une espèce d'amphibiens de la famille des Hyperoliidae.

## Répartition
Cette espèce est endémique des régions montagneuses de la zone forestière de l'Afrique de l'Ouest. Elle se rencontre en Côte d'Ivoire, en Guinée, au Liberia, au Sierra Leone et au Ghana.
### Fiche Détaillée de Afrixalus fulvovittatus
#### Classification
- **Règne**: Animalia
- **Embranchement**: Chordata
- **Classe**: Amphibia
- **Ordre**: Anura
- **Famille**: Hyperoliidae
- **Genre**: Afrixalus
- **Espèce**: Afrixalus fulvovittatus
#### Noms Communs
- Grenouille arboricole rayée
#### Description
- **Taille**: De 2,5 à 3,5 cm.
- **Morphologie**: Corps allongé avec des membres fins et une tête large. Peau lisse.
- **Coloration**: Dos brun à gris avec des rayures longitudinales jaunes ou dorées, souvent bordées de noir. Ventre blanc à crème.
- **Yeux**: Grands, avec des pupilles horizontales.
#### Répartition Géographique
- **Zone de répartition**: Afrique de l'Ouest et Afrique centrale, notamment en Côte d'Ivoire, au Ghana, au Togo, au Bénin, au Nigeria, au Cameroun, en Guinée équatoriale, au Gabon, en République du Congo, et en République démocratique du Congo.
#### Habitat
- **Type d'habitat**: Forêts tropicales humides, forêts secondaires, marécages, et zones de savane à proximité de l'eau. Préfère les environnements arboricoles.
- **Altitude**: Principalement dans les basses terres, mais peut être trouvé jusqu'à des altitudes modérées.
#### Comportement
- **Activité**: Nocturne. Pendant la journée, se cache dans la végétation dense.
- **Mode de vie**: Arboricole. Utilise les feuilles et les branches basses des arbres et des buissons.
- **Reproduction**: Ponte des œufs sur des feuilles suspendues au-dessus de l'eau. Les têtards tombent dans l'eau après l'éclosion.
- **Chant**: Les mâles chantent pour attirer les femelles pendant la saison des pluies. Leur chant est un cri aigu et répétitif.
#### Alimentation
- **Régime alimentaire**: Insectivore. Se nourrit principalement de petits insectes, tels que les mouches, les moustiques, les coléoptères, et autres arthropodes.
#### Statut de Conservation
- **Liste rouge de l'UICN**: Préoccupation mineure (LC). Cependant, certaines populations peuvent être menacées par la déforestation et la dégradation de l'habitat.
- **Menaces**: Perte de l'habitat due à la déforestation, agriculture, urbanisation et pollution des cours d'eau.
#### Importance Écologique
- **Rôle**: Contrôle des populations d'insectes, notamment les moustiques, contribuant ainsi à la réduction des maladies transmises par les insectes.
#### Observations Additionnelles
- **Adaptations**: Bonne capacité de camouflage grâce à sa coloration rayée qui se fond dans la végétation.
- **Particularité**: Les œufs sont souvent enveloppés dans des feuilles pliées et collées par une sécrétion collante produite par la femelle.
#### Sources
- **Références scientifiques**: Articles et ouvrages sur les amphibiens d'Afrique.
- **Observations de terrain**: Rapports de naturalistes et d'herpétologistes.
### Conclusion
Afrixalus fulvovittatus est une petite grenouille arboricole présente dans plusieurs pays d'Afrique de l'Ouest et centrale. Elle joue un rôle crucial dans l'écosystème en régulant les populations d'insectes. Bien qu'elle ne soit pas actuellement en danger critique, la déforestation et la dégradation de son habitat pourraient poser des menaces futures à ses populations.

## Publication originale
- Cope, 1861 "1860" : Description of new species of the Reptilian genera Hyperolius, Liuperus and Tropidodipsas. Proceedings of the Academy of Natural Sciences of Philadelphia, vol. 12, p. 517-518 (texte intégral).